# Comunanza
Comunanza är en ort och kommun i provinsen Ascoli Piceno i regionen Marche i Italien. Kommunen hade 3 056 invånare (2018).